# Nightly Cares
Nightly Cares är en singel från den isländska gruppen Múms album Summer Make Good. Singeln släpptes år 2004.

## Låtlista
1. Nightly Cares
2. Once A Shiny Morning Puddle